# ووهیباتو (بخش)
ووهیباتو (به لاتین: Vohibato) یک منطقهٔ مسکونی در ماداگاسکار است که در هائوته ماتسیاترا واقع شده‌است.